# 中共苏州独立支部旧址
中共苏州独立支部旧址位于江苏省苏州市姑苏区体育场路4号，是中国共产党在苏州建立的首个组织。

## 历史
支部旧址之地原为民国教育家张冀牖创办的苏州乐益女中。1925年五卅运动爆发，张冀牖到上海聘侯绍裘担任乐益女中校务主任，而侯在当时已为中共地下党员。侯到苏后，与张闻天，叶天底等中共党员共同筹备，1925年9月，中共苏州独立支部在乐益女中成立，叶天底任支部书记兼组织委员、张闻天任宣传委员。10月，张被派往苏联学习。至同年底，支部有党员24人。1926年1月，在国民党政府的压力下，侯、叶等人被辞退。四一二事件后，共产党员撤离苏州，独立支部停止运作。1927年5月，独立支部恢复，并改为中共吴县县委，随后又改为中共苏州县委。
1988年，中共苏州市委在独立支部旧址勒石纪念。
2022年，独立支部旧址被重新改建为展示馆，用于介绍中共苏州独立支部的成立、发展等历史过往，展陈史迹文物。